# Keith Waterhouse
Keith Waterhouse (ur. 6 lutego 1929 w Hunslet, części Leeds, zm. 4 września 2009 w Londynie) – brytyjski pisarz, publicysta i scenarzysta.

## Życiorys
Był synem handlarza z Leeds. Służbę wojskową odbył w Royal Air Force. Początkowo zatrudniał się jako pomocnik u szewca, w przedsiębiorstwie pogrzebowym i w warsztacie samochodowym. Od 1950 był niezależnym dziennikarzem i pisarzem w Leeds i Londynie. Pisał m.in. felietony do Daily Mirror (1970-86) oraz Daily Mail (od 1986). Był honorowym członkiem Leeds Polytechnic i Royal Society of Literature, a także członkiem Kingman Committee on Teaching of English Language (1987-1988).

## Nagrody
- Granada Award, 1970;
- Nagroda IPC, 1970, 1973;
- British Press, 1978;
- Nagroda Evening Standard, 1991[2].

## Publikacje
- There Is a Happy Land (1957)
- Billy Liar (Billy kłamca, 1959)
- Jubb (1963)
- The Bucket Shop (1968)
- Everything Must Go (1969)
- Mondays, Thursdays (1976)
- Office Life (Życie biurowe, 1978)
- Maggie Muggins (1981)
- In the Mood (1983)
- Mrs. Pooter's Diary (1983)
- Thinks (1984)
- Waterhouse at Large (1985)
- The Collected Letters of a Nobody (1986)
- Our Song (1988)
- Bimbo (1990)
- Unsweet Charity (1992)
- Soho (2001)
- Palace Pier (2003)
- Billy Liar on the Moon (1975)
- City Lights: A Street Life
- Good Grief
- Jeffrey Bernard is Unwell
- Streets Ahead: Life After City Lights
- The Book of Useless Information
- The Theory & Practice of Lunch
- The Theory & Practice of Travel
- Worzel Gummidge (z Willis Hall)[2]